# Балканска кухиња
Балканска кухиња је врста регионалне кухиње која комбинује карактеристике европске кухиње са некима из западне Азије. Налази се на Балканском полуострву југоисточне Европе, региону без јасних граница, али за који се генерално сматра да укључује барем модерне земље Албанију, Бугарску, Румунију и Грчку и бившу Југославију, са могућим изузетком Словеније и северне унутрашњости регије Хрватске. Балканска кухиња се може наћи и у Бечу као резултат миграције у тај град после Другог светског рата. Немачка има ресторане који служе балканску кухињу, који су се често називали југословенским ресторанима до избијања југословенских ратова.

## Балканске кухиње
Концепт „балканске кухиње“ обухвата кухиње следећих земаља:
- Албанија (албанска кухиња)
- Бугарска (бугарска кухиња)
- Босна и Херцеговина (босанскохерцеговачка кухиња)
- Грчка (грчка кухиња)
- Северна Македонија (македонска кухиња)
- Румунија (румунска кухиња)
- Србија (српска кухиња)
- Хрватска (хрватска кухиња)
- Црна Гора (црногорска кухиња)

Ромска кухиња такође обухвата нека јела традиционалне балканске кухиње. У Словенији је 2014. године отворен ресторан у ком се служе традиционални ромски гастрономски специјалитети.

## Историја
Балкан има историју стране владавине и унутрашње борбе за моћ, а то је резултирало разноликом кухињом у којој су се утицаји спојили као резултат културне размене. Историјска основа модерне балканске кухиње је османска кухиња, која је и сама била под великим утицајем арапске левантинске кухиње и средњовековне византијске кухиње. У многим националним кухињама широм Европе може се препознати утицај османске кухиње. тај утицај препознатљив је чак и у кулинарским традицијама Северне Африке. У Русији је, на пример, међу богатим породицама, имати високо обученог османског куварабио  статусни симбол. Постоји и прича о томе да су аустријски пекари и посластичари почели да праве слатко пециво у облику полумесеца после опсаде Беча.
Највећи утицај осетио се у земљама које су биле под влашћу Османлија, што се свакако дноси на већину балканских земаља. Александар Киосев, професор историје модерне културе на Софијском универзитету, тврди да и данас постоји јак заједнички идентитет балканских народа, који се афирмише на два начина: етничким особинама и кухињом. Према његовим тврдњама, балканска кухиња води порекло из османизиране персијске кухиње. Османлије су утицали на балканске гастрономске навике тако што су донели нове намирнице, попут пиринча и кафе, и нове рецепте, како своје тако и оне још источније. Неке од карактеристика које указују на повезаност балканске и османске кухиње су, на пример, употреба јогурта у месним јелима, или млевено месо умотано у листове различитог лиснатог поврћа (сарма) и долме (пуњено поврће).
Многа јела која својим традиционалним сматрају у Македонији, Србији, или Босни и која се међусобно врло мало разликују по окусу и припреми, заправо су најчешће османског порекла. Чак и у хрватском језику, који је далеко мање био под османским утицајем, називи појединих намирница турцизми или арабизми: бадем, бамија, наут или леблеблија, патлиџан, паприка сусам, урма, нар, али и шећер, затим јела, посебно слаткиши: алва, баклава, бурек, ђувеч, кадаиф, кајмак, мусака, пекмез, пилав, ракија, сарма, сутлијач, тулумба, суџук, чорба, пића: чај, кафа, боза, лимунада, јогурт, или кухињско посуђе: тава, џезва... Османлије су увеле употребу паприке у овај регион, а такође и фило пециво чије порекло може да лежи у староримској кухињи. За време османског присуства уведена су и јела од млевеног меса, попут ћевапа и пљескавице. Истовремено,  у северним деловима Србије постала је популарна свињетина, јер по османском исламском закону свиње нису биле опорезоване.
Компоненте балканске кухиње се такође обично црпе из традиционалних кухиња Грчке, Персије, арапских земаља и Турске, као и самог балканског региона, а било је и позајмица из медитеранске кухиње, јерменске кухиње и кухиња северозападне Африке и средње Европе.  Заједништво се може наћи са немачком кухињом, мађарском кухињом и словенском кухињом. Мешање Аустрије, Мађарске и Италије на Балкану довело је до увођења јела похованог меса и гулаша, као и акценат на плодовима мора. Утицај персијске кухиње показује се употребом јогурта у месним јелима. Ту су и неки прилози из јеврејске кухиње, као што је патишпањ, бисквит који се може пронаћи у Босни и Херцеговини.

## Карактеристике
Балканску кухињу карактерише веома разноврсна, јака и зачињена храна.  Укисељено поврће и мале љуте папричице су уобичајени састојци, а паприка се појављује у намазу од ајвара. Фета сир је такође популаран састојак. У јелима се често користи пуњено поврће  као што је сарма која се прави од пуњених листова винове лозе. Популарна је и мусака, јело од патлиџана или кромпира. Многа јела се служе са густом павлаком познатом као кајмак, а широко се користи и сос од јаја и лимуна авголемоно. Мезе се често служи као предјело, као што је то случај у левантинској и кавкаској кухињи. Међу популарним десертима су баклава и халва , а често се пије и воћна ракија ракија. Кување се обично обавља помоћу сача, врсте поклопца за печење прекривеног врелим угљем или пепелом, техника која датира још из античке грчке кухиње.

## Разноликост
Сличности унутар балканске кухиње делом су последица заједничког природног окружења Балкана које пружа сличне састојке хране.  Многа јела и рецепти широм балканског региона се помињу користећи исти речник, иако са националним варијацијама. Заједничке карактеристике балканске кухиње најлакше се уочавају у високој кухињи ресторана. Насупрот томе, оброци припремљени у земљи откривају географске варијације кухиње,  укључујући низ средњих кухиња у распону од оних северне и медитеранске Европе до оних на Блиском истоку. Различите националности на Балкану стварају своје варијације,  а јело под истим именом може имати различите састојке и методе припреме у различитим земљама. Чоколада, колачи и слаткиши су популарни на северном Балкану, а на југу су популарни морски плодови, слаткиши са медом и тестенине који указују на више медитерански стил овог подручја. 